# Joachim Friedrich Martens

Joachim Friedrich Martens (Holzstich)

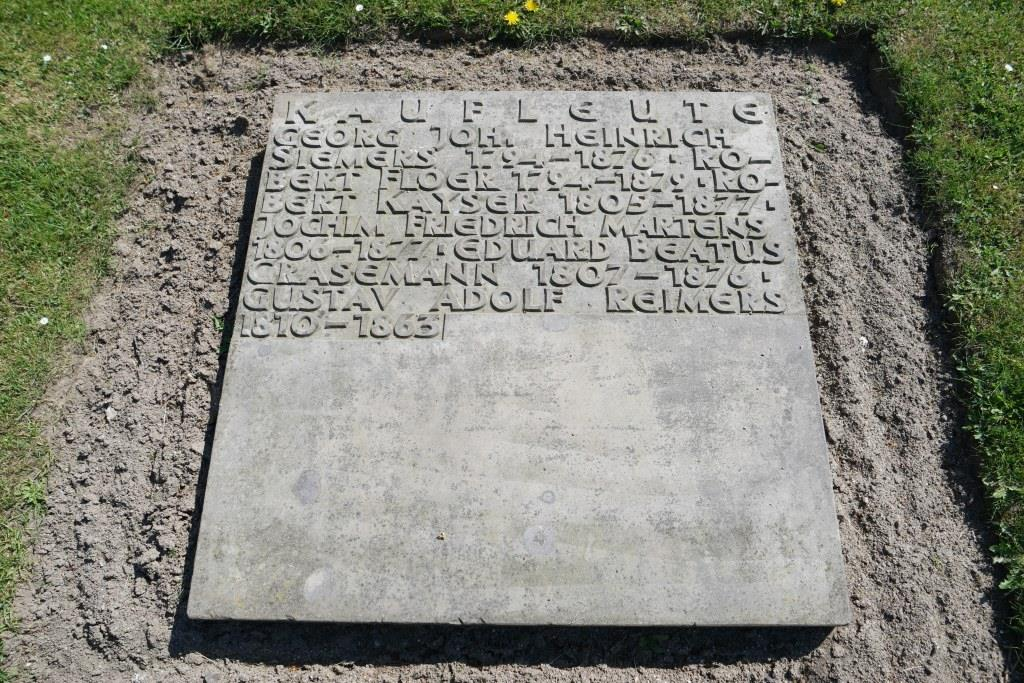
Erinnerung an Jochim Friedrich Martens; Sammelgrabmaltafel Althamburgischer Gedächtnisfriedhof (Ohlsdorfer Friedhof), Hamburg

Joachim Friedrich Martens (* 19. Dezember 1806 in Hamburg; † 11. Februar 1877 ebenda) war ein deutscher Arbeiterführer und Abgeordneter Hamburgs.

## Leben
Martens verlor seine Eltern bereits in jungen Jahren und wuchs in ärmlichen Verhältnissen auf. Mit 14 begann er eine Tischlerlehre, wurde 1826 Geselle und ging anschließend auf Wanderschaft in die Schweiz, nach Belgien, England und Frankreich, wo er mit radikalen Handwerkervereinen in Kontakt kam. In Paris lernte er Ludwig Börne, Jacob Venedey und Wilhelm Weitling kennen, begeisterte sich für dessen utopischen Sozialismus und wurde Mitglied im Bund der Geächteten und später im Bund der Gerechten. 
1843 kehrte er nach Hamburg zurück, arbeitete zunächst wieder als Geselle und gründete 1849 eine Holzhandlung, die er bis zu seinem Lebensende führte. Zugleich spielte er eine führende Rolle im Hamburger Bund der Gerechten und rief 1844/45 zusammen mit Georg Schirges den Bildungsverein für Arbeiter ins Leben, der bis in die 1860er Jahre als bedeutendster Arbeiterverein in Hamburg galt. Während der Revolution von 1848/49 gehörte Martens der Hamburger Konstituante an und wurde nach dem Scheitern der Revolution mehrmals verhaftet. 
In den folgenden Jahren näherte er sich den Ideen Hermann Schulze-Delitzschs an, warb er für ein Zusammengehen der Arbeiterbewegung mit dem liberalen Bürgertum und setzte sich vor allem für die entstehende Genossenschaftsbewegung ein. 1858 gehörte er zu den Gründern einer Alters- und Invalidenkasse für Arbeiter. 
Von 1859 bis 1877 gehörte er der Hamburgischen Bürgerschaft an und galt dort als volkstümlicher Redner. Seit 1865 war er zudem Mitglied im ständigen Ausschuss des Verbands Deutscher Arbeitervereine (VDAV). 1868 spaltete sich der Hamburger Arbeiter-Bildungsverein unter Führung von Martens vom VDAV ab als sich dieser der Internationalen Arbeiterassoziation anschloss.

## Schriften
- Ein Handwerker: Ohne Gott. In: Vorwärts, Paris Nr. 68 vom 24. August 1844. Gedicht
- Ein Handwerker: Die Ketten. In: Vorwärts, Paris Nr. 71 vom 4. September 1844. Gedicht
- Ein Handwerker: An die Nationalen. In: Vorwärts, Paris Nr. 79 vom 2. Oktober 1844. Gedicht
- Ein Handwerker: Über Handwerksuntericht. In: Vorwärts, Paris Nr. 103 vom 25. Dezember 1844.
- Das Zunftwesen in Hamburg im Conflict mit der Gesellschaft. Hoffmann & Campe, Hamburg 1846.
- Die Zünfte in Hamburg und ihre nothwendige Umgestaltung. Hoffmann & Campe, Hamburg 1847. Digitalisat Universitätsbibliothek Hamburg

## Dokumente
- Brief an Wilhelm Weitling 4. August 1844.[1]
- Verhörprotokoll. Martens über Weitling. Februar 1845.[2]
- Brief an Georg Weißenbach. 10. Februar 1845.[3]